# Marie-Adélaïde de Bourbon
Signature
Louise-Marie-Adélaïde de Bourbon, dite Mademoiselle d'Ivry puis Mademoiselle de Penthièvre, est née à l'hôtel de Toulouse le 13 mars 1753 et est morte au château d'Ivry le 23 juin 1821. Fille de Louis-Jean-Marie de Bourbon et de Marie-Thérèse-Félicité d'Este, elle fut duchesse de Chartres puis duchesse d'Orléans par son mariage avec Louis-Philippe d'Orléans, futur « Philippe-Égalité ». Elle est également la mère du futur roi des Français, Louis-Philippe Ier.

## Biographie

### Jeunesse
Louise-Marie-Adélaïde est la fille de Louis-Jean-Marie de Bourbon, duc de Penthièvre, et de son épouse Marie-Thérèse-Félicité d'Este, princesse de Modène. Son père étant le fils du comte de Toulouse, Louis-Alexandre de Bourbon, elle est issue d'une branche légitimée de la maison de Bourbon. Sa mère étant morte en couches, elle est rapidement confiée aux bénédictines de la réputée abbaye royale de Montmartre où elle reste pensionnaire pendant 14 ans.
La mort de son frère, Louis-Alexandre de Bourbon, survenue en mai 1768, fait de la jeune fille la dernière descendante du comte de Toulouse, bâtard légitimé du roi Louis XIV, et fait d'elle la plus riche héritière de France. Âgée de 15 ans, elle est présentée à la cour le 8 décembre de la même année. Pendant qu'elle s'incline devant le roi puis le dauphin, personne n'ignore que la jeune fille est alors la plus riche héritière du royaume. Sa fortune en intéresse grandement certains.
Ainsi, son héritage suscite l'intérêt de Louis-Philippe d'Orléans, prince du sang, qui propose alors son fils, Philippe d'Orléans, ancien compagnon de débauche de son défunt frère. Au mépris des convenances, il ne craint pas de demander sa main. Le duc de Penthièvre accepte cet honneur qui fait de sa fille une princesse du sang. En 1785, la mort de son beau-père fait d'elle la nouvelle duchesse d'Orléans, succédant donc à Louise-Henriette de Bourbon-Conti.

### Mariage
L'important héritage de Mademoiselle de Penthièvre ne laisse donc pas indifférent Louis-Philippe d'Orléans, duc de Chartres. Âgé de vingt ans, il est le chef de la branche d'Orléans, branche cadette de la dynastie capétienne. C'est un cousin éloigné de Marie-Adélaïde, issue d'une branche illégitime. Pour son parti, cette alliance est une mésalliance. Elle est néanmoins consacrée au château de Versailles le 5 avril 1769. Elle est dotée par son père des duchés de Châteauvillain, d'Arc-en-Barrois et de Carignan.
Louis-Philippe d'Orléans et Marie-Adélaïde de Bourbon auront six enfants :
1. Une fille anonyme (mort-née le 10 octobre 1771) ;
2. Louis-Philippe Ier, duc de Chartres, puis duc d'Orléans et roi des Français sous le nom de « Louis-Philippe Ier » ;
3. Antoine d'Orléans, duc de Montpensier ;
4. Adélaïde d'Orléans, dite « Mademoiselle de Chartres », « Mademoiselle d'Orléans », puis « Mademoiselle » et « Madame Adélaïde » ;
5. Françoise-Caroline-Auguste d'Orléans (23 août 1777-6 février 1782), dite « Mademoiselle d'Orléans » ;
6. Louis-Charles d'Orléans, comte de Beaujolais.

Le mariage s'avère assez tôt malheureux. Le duc prend rapidement pour maitresse la dame d'honneur de son épouse, la comtesse de Genlis, qu'il nomme préceptrice de leurs enfants. Ainsi, pendant vingt ans, Marie-Adélaïde supporte avec naïveté puis résignation les frasques de son mari. Elle souffre également de l'influence de la comtesse sur ses enfants, qui adopteront alors une attitude révolutionnaire heurtant les convictions profondément royalistes de leur mère.

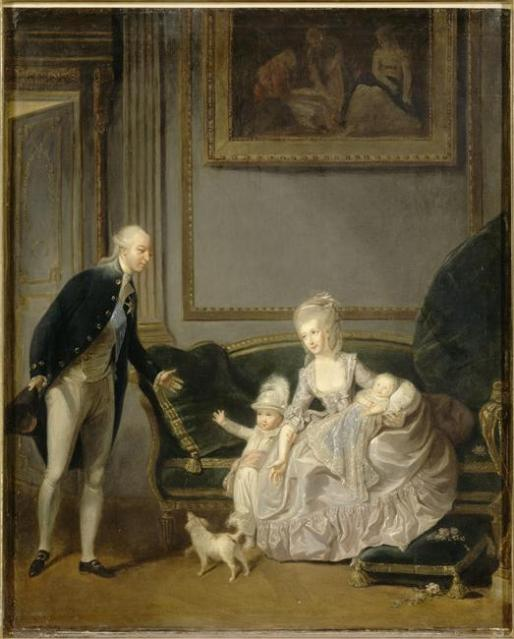
Le Duc de Chartres et sa famille d'après Charles Lepeintre, 1776.

Cependant, Marie-Adélaïde aurait été elle-même infidèle au point que la légitimité de son fils Louis-Philippe, le futur roi des Français, a été mise en doute par Victor Hugo dans Le roi s'amuse quand il fait dire à Triboulet : « Vos mères aux laquais se sont prostituées : / Vous êtes tous bâtards ». Louis-Philippe fera d'ailleurs interdire la pièce en 1832 dès le lendemain de la première. Sous l'Ancien-Régime, la duchesse d'Orléans protège Élisabeth Vigée Le Brun et présente à Marie-Antoinette Rose Bertin, dont elle est cliente,

### Retrait en Normandie
En avril 1791, accompagnée de sa fidèle dame d'honneur, la marquise de Chastellux, Marie-Adélaïde se retire en Normandie auprès de son père, le duc de Penthièvre, dernier survivant des petits-fils du roi Louis XIV. Le lendemain de la fuite de Varennes, les 20 et 21 juin 1791, la duchesse et son père sont assignés à résidence au château d'Eu mais la mesure est levée au bout de dix-neuf jours. Ils résideront ensuite au château d'Anet puis au château de Bizy. Le 25 juillet 1792, la duchesse se sépare officiellement de son époux, le duc Philippe d'Orléans égalité.
Marie-Adélaïde et son père sont épouvantés par la fin atroce de la princesse de Lamballe, belle-sœur et belle-fille de la fille et du père, victime des massacres de Septembre. Le duc de Penthièvre la considérait comme sa seconde fille et avait proposé la moitié de son immense fortune en échange de sa vie. De plus, le rôle de son gendre Philippe-Égalité dans la condamnation à mort de Louis XVI l'a scandalisé. Il ne se remettra jamais de l'exécution du souverain, le matin du 21 janvier 1793. Le duc meurt deux mois plus tard, respecté de tous pour sa droiture et sa charité.

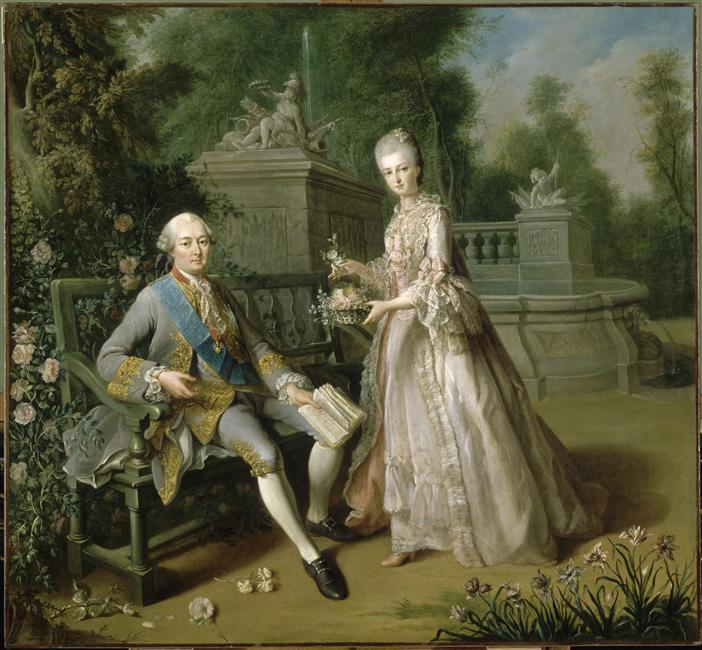
Louis-Jean-Marie de Bourbon, duc de Penthièvre et sa fille, Louise-Adelaïde, représentés dans un jardin par Jean-Baptiste Charpentier le Vieux, 1768.

Après la désertion du général Dumouriez, qui entraîne dans sa fuite le jeune Louis-Philippe, les membres de la famille d'Orléans sont arrêtés. Antoine d'Orléans et Louis-Charles d'Orléans sont emprisonnés à Marseille avec leur père. Déclarée suspecte, Marie-Adélaïde est assignée à résidence au château de Bizy. Le duc d'Orléans est guillotiné le 6 novembre 1793. Surnommée la « veuve Égalité », Marie-Adélaïde est alors emprisonnée au palais du Luxembourg. La ci-devant duchesse impressionne ses geôliers par sa piété et son courage.
Libérée en 1794 après la chute de Robespierre, elle trouve refuge dans la pension de Jacques Belhomme, elle y rencontre le conventionnel Jacques-Marie Rouzet, qui devient son amant. En 1796, ses fils sont libérés mais ils doivent s'expatrier aux États-Unis, elle ne les reverra plus durant plusieurs années. Sa fille Adélaïde trouve asile en Allemagne auprès de sa grand-tante maternelle, la princesse de Conti. À Paris, Jean-Marie Rouzet est devenu un membre du Conseil des Cinq-Cents, la chambre basse, et Marie-Adélaïde vit ainsi dans une certaine aisance.

### Exil en Espagne
Après le coup d'État du 18 fructidor an V (4 septembre 1797), un décret oblige tous les membres de la Maison de Bourbon à quitter le pays. Marie-Adélaïde se réfugie en Espagne avec sa belle-sœur, Bathilde d'Orléans, duchesse de Bourbon. Rouzet l'y retrouve secrètement et tous deux vivent à Sarrià, puis à Figueras où sa fille Adélaïde les rejoindra pour quelque temps. C'est en exil qu'elle apprend le décès prématuré de ses deux fils cadets, morts de maladie. Finalement, la guerre d'indépendance espagnole oblige la fille du feu duc de Penthièvre et Rouzet à fuir aux Îles Baléares, en décembre 1808.
Après une séparation de seize ans, son fils Louis-Philippe vient demander son autorisation d'épouser Marie-Amélie de Bourbon-Siciles. Marie-Adélaïde accepte cette union et l'accompagne à Palerme, où le mariage est célébré le 25 novembre 1809. Mais après un séjour commun de deux ans, la relation entre la mère et le fils est devenue orageuse. Marie-Adélaïde et Rouzet partent pour Minorque, à Mahon.

### Retour en France et décès

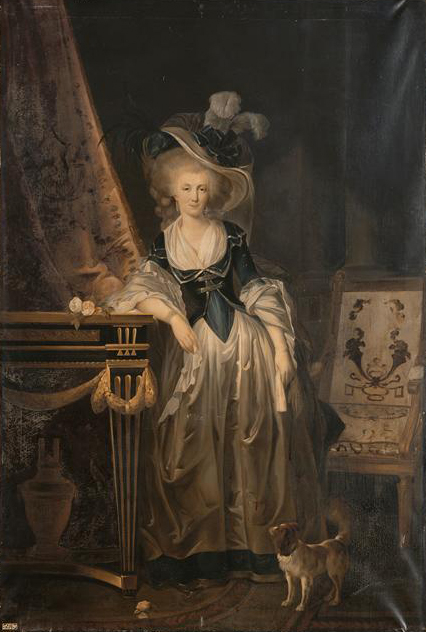
Louise-Marie-Adélaïde de Bourbon en 1776 par Charles Lepeintre, 1776.

À la suite de la chute de l'Empire, Marie-Adélaïde et Rouzet regagnent la France le 28 juin 1814. Durant la Restauration, elle réside, près de Paris, au château d'Ivry, où elle est principalement entourée d'une société d'ultras. Rouzet et elle ne sont pas inquiétés pendant les Cent-Jours. 
En 1814, Marie-Adélaïde projette de restaurer la sépulture de sa famille dont les restes ont été abandonnés dans une fosse commune. Elle fait bâtir la partie haute de l'actuelle chapelle royale de Dreux, au château de Dreux, où son père avait fait transférer les cercueils de ses parents, de son épouse et de ses six enfants après avoir dû céder le château de Rambouillet à la reine en 1783. Louis-Philippe agrandira la nécropole en creusant des cryptes. 
Rouzet meurt en 1820. En 1821, Marie-Adélaïde succombe à son tour, d'un cancer du sein, au château d'Ivry après une longue et douloureuse agonie. Elle est inhumée dans la chapelle royale de Dreux. 
Elle ne verra pas l'avènement comme roi des Français de son fils Louis-Philippe, en août 1830. 
La Révolution française et le premier Empire affecteront durement la duchesse d'Orléans : outre l'exécution du roi et de la reine, sa belle-sœur, la princesse de Lamballe est massacrée par la foule, son fils déserte et émigre, son époux est guillotiné et son neveu, le duc d'Enghien, est fusillé. Ses deux fils cadets mourront prématurément des suites de leur incarcération. Héritière d'une immense fortune, elle tentera sous la Restauration d'en reconstituer une part, ce qui l'amènera à intenter de nombreux procès.

## Titulature
- 13 mars 1753 – 26 septembre 1753 : Mademoiselle d'Ivry ;
- 26 septembre 1753 — 5 avril 1769 : Mademoiselle de Penthièvre ;
- 5 avril 1769 — 18 novembre 1785 : La duchesse de Chartres, princesse du sang de France ;
- 18 novembre 1785 — 23 juin 1790 : La duchesse d'Orléans, princesse du sang de France ;
- 23 juin 1790 — 14 septembre 1791 : Madame Louise-Marie-Adélaïde d'Orléans ;
- 14 septembre 1791 — 15 septembre 1792 : Louise-Marie-Adélaïde, princesse française ;
- 15 septembre 1792 — 6 novembre 1793 : Citoyenne Louise-Marie-Adélaide Égalité ;
- 6 novembre 1793 — 6 avril 1814 : Veuve Louise-Marie-Adélaïde Égalité ;
- 6 avril 1814 — 23 juin 1821 : La duchesse douairière d'Orléans.

## Filmographie
- Dans le film Marie-Antoinette (2006) de Sofia Coppola, son rôle est interprété par Aurore Clément.

## Pour approfondir